# Juringe gård

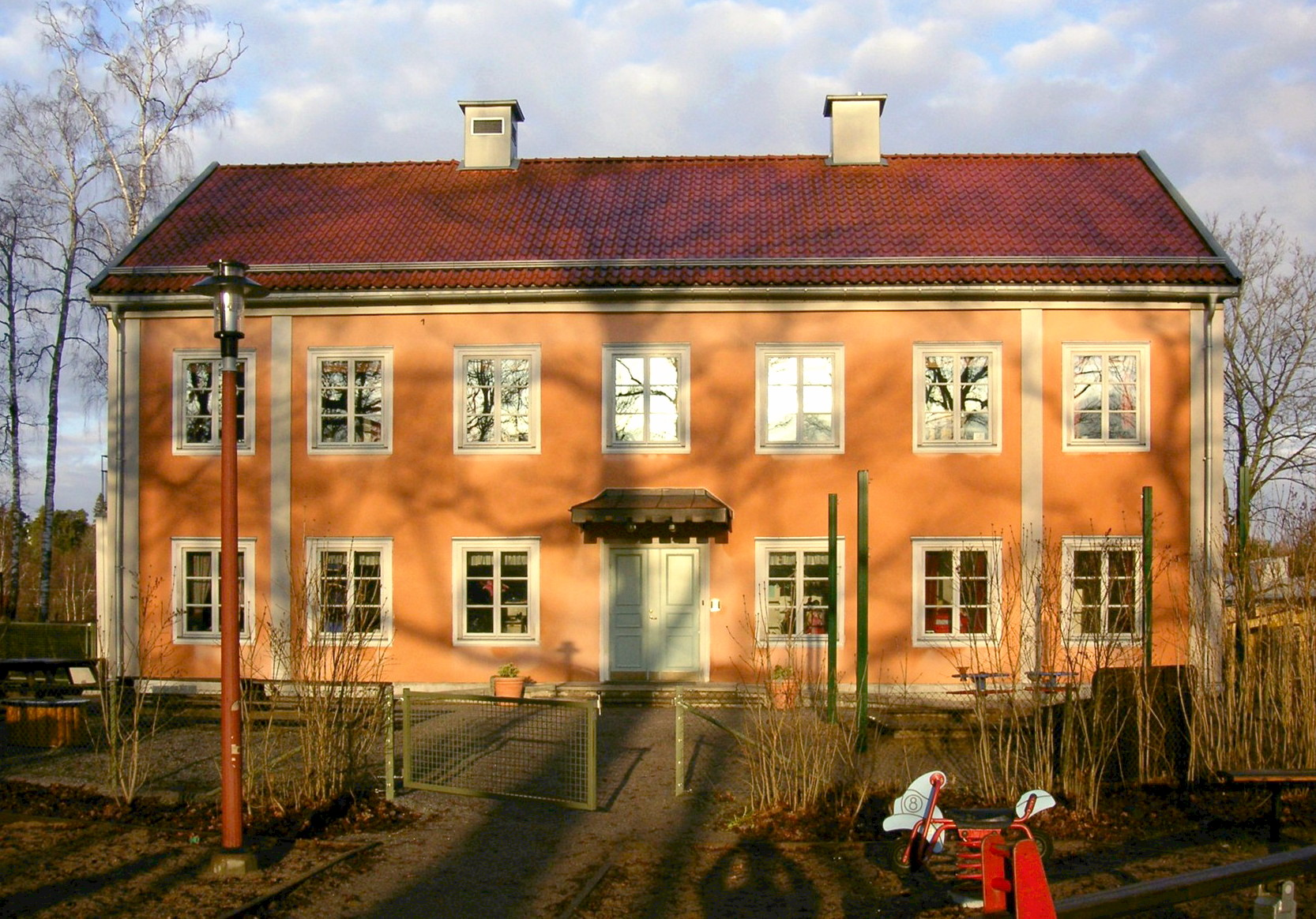
Nyuppförda Juringe gård, december 2007.

Juringe gård var ursprungligen en så kallad utgård till det stora godset och säteriet Vårby gård, och är belägen i den nuvarande kommundelen Segeltorp i Huddinge socken i Huddinge kommun. Den gamla huvudbyggnaden revs år 2001, och ersattes med en ny byggnad med ett utseende liknande den gamla huvudbyggnaden. Den nya byggnaden härbärgerar en förskola. Även det gamla stallet revs i samband med nybyggnad av Juringe skola år 2002. Från gårdens tid återstår i dag bara magasinet, en tvätt- och mjölkbod samt arbetarbostaden Väderluven.

## Namnet
Namnet Juringe förekommer första gången 1538, som torp under Wårby, då Lars Hindricsson var den förste kände brukaren. Helt säkra är inte ortnamnsforskare hur de skall tolka Juringe, men det mesta tyder på att det kommer från iur, ett gammalt ord för vildsvin och -inge (unge) som stod för bebyggarna inom ett visst område.

## Gården

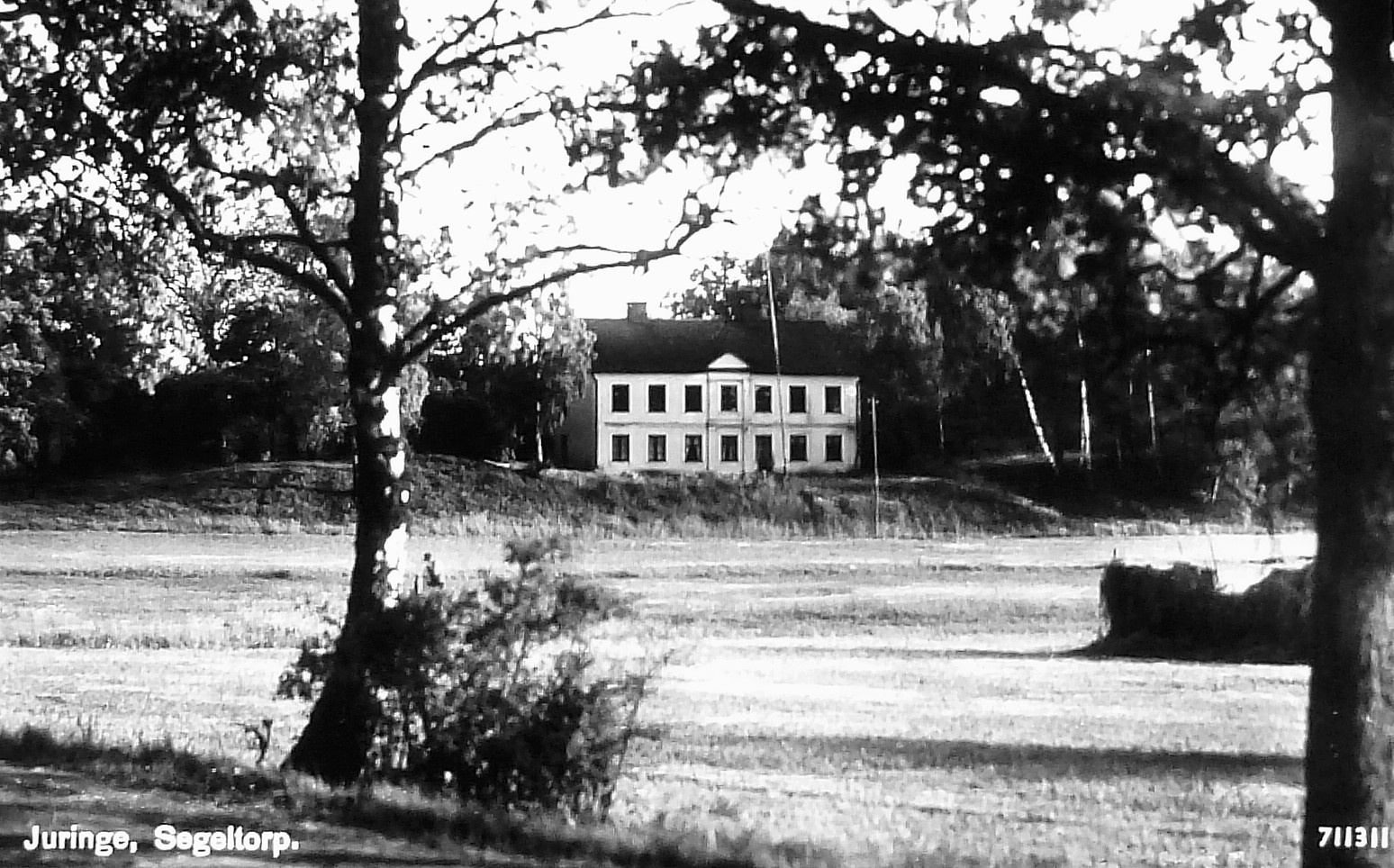
Gården på ett vykort från 1950-talet.

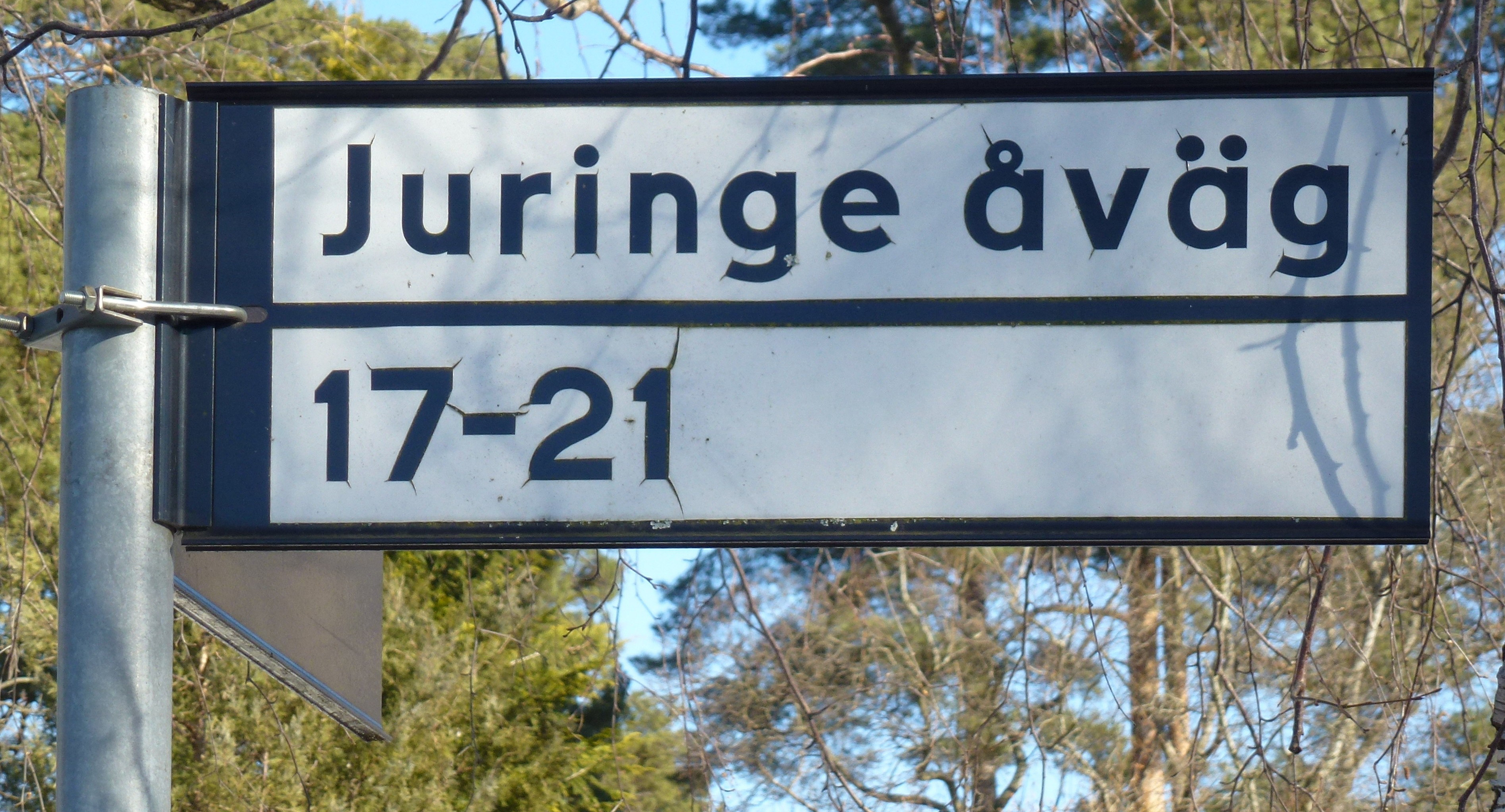
Juringe åväg.

Enligt 1703 års karta över Vårbygodsets ägor låg gården något längre söderut, ungefär där Juringe ridsällskap har sin anläggning idag. Vid en brand i början av 1800-talet ödelades ursprungsgården helt. Smista och Juringe slogs ihop och en ny mangårdsbyggnad i två våningar uppfördes någon gång på 1830- eller 1840-talet strax norr om Vårbybäcken som kallas här Juringeån. Lokalgatan "Juringe åväg" påminner om det. Troligtvis var byggherren godsägaren Gottfried Berg (kallad patron Berg). Lars Hindriks väg och Patron Bergs väg påminner idag om dessa båda herrar.  Ekonomibyggnaderna är från andra halvan av 1800-talet.
Juringe gård köptes av Huddinge landskommun 1944. Då hade gården en återstående areal av 34 hektar åkermark och på gården fanns 4 hästar, 25 kor och 10 ungdjur. Mangårdsbyggnaden uppfördes 1840 medan ekonomibyggnaderna är från andra halvan av 1800-talet. Mangårdsbyggnaden var bebodd i stort sett fram tills den revs, på grund av att den var angripen av hussvamp. Curt-Jöran Wahlqvist bodde i huset som varken hade rinnande vatten eller toalett inomhus. Han hämtade vatten i dunkar i stallet. En renovering ansågs ogenomförbar. År 2001 revs byggnaden och ett nytt hus uppfördes med samma utseende som det gamla men med moderna byggnadsmaterial. I dag härbärgerar Juringe gård ett barndaghem. Även gamla stallet revs i samband med nybyggnad av Juringe skola 2003. En ny stalliknande, rödfärgat byggnad har uppförts, den innehåller skolans gymnastik- och matsal.
Intill huvudbyggnaden ligger Magasinet som rustats upp på 1990-talet, det innehåller ett museum om Segeltorp. Segeltorps hembygdsförening anordnar här återkommande "Öppet hus-dagar". På samma tomt finns en tvätt- och mjölkbod.
Kvar finns även stugan Väderluven som var arbetarbostad under Juringe gård. I orstnamnsregistret anges Väderluven 1914 som statstuga under Juringe gård som då fortfarande var utgård till godset Vårby gård och 1930 som arbetarbostad under Juringe. Stället som ligger vid Kolartorpsvägen nr 14 är numera privatbostad.

## Nutida bilder

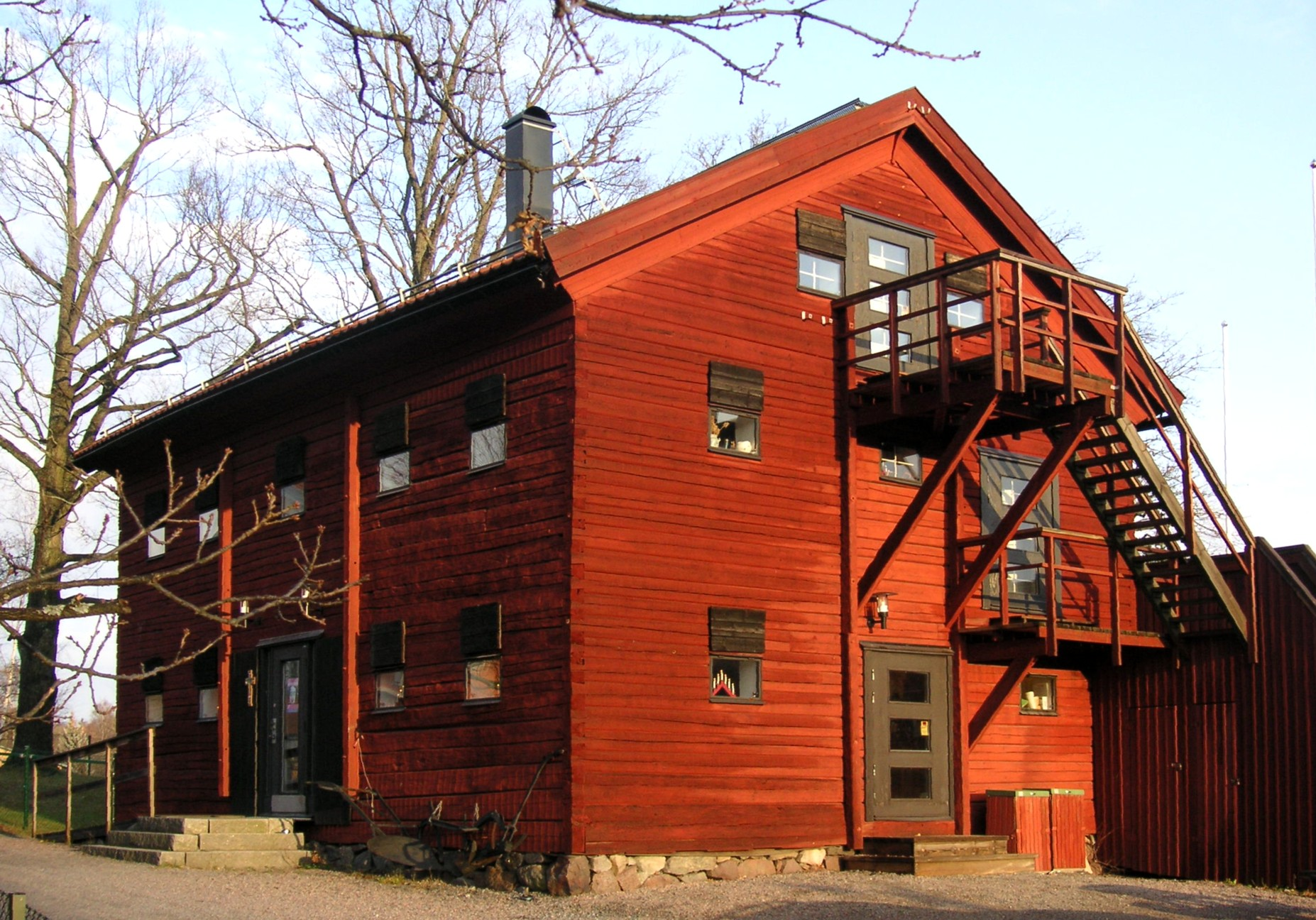
Magasinet, 2007
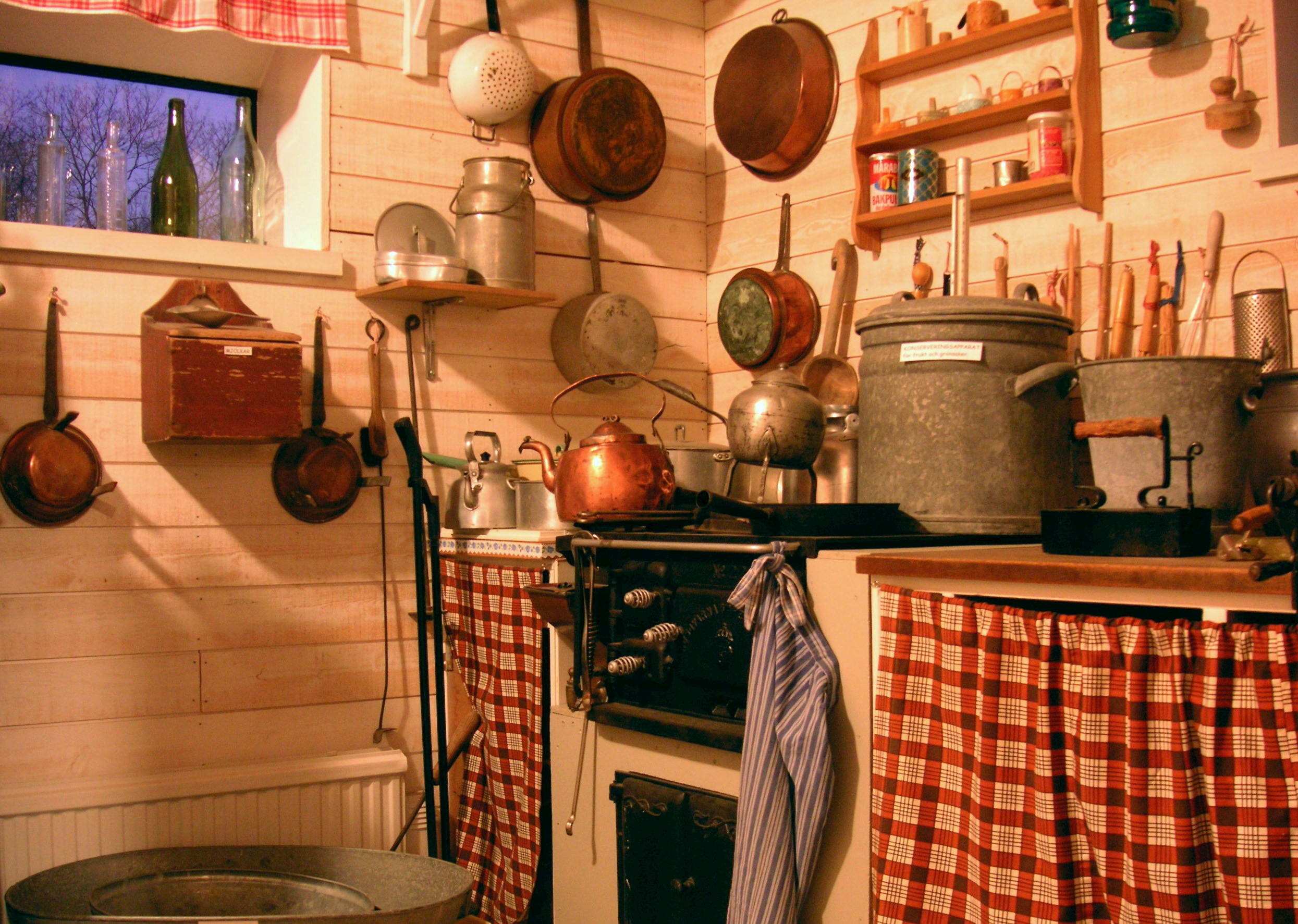
Magasinets museum, 2007
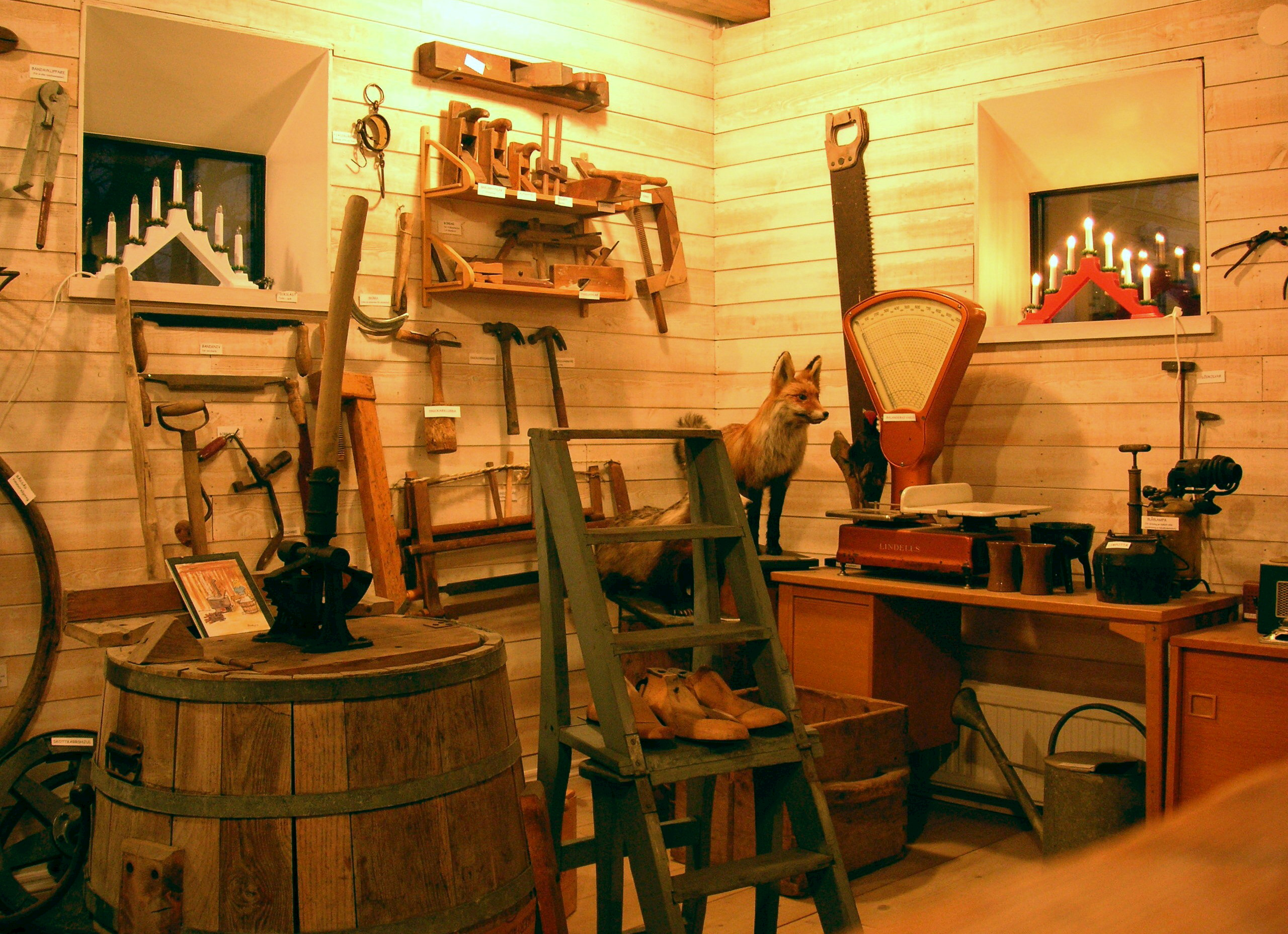
Magasinets museum, 2007
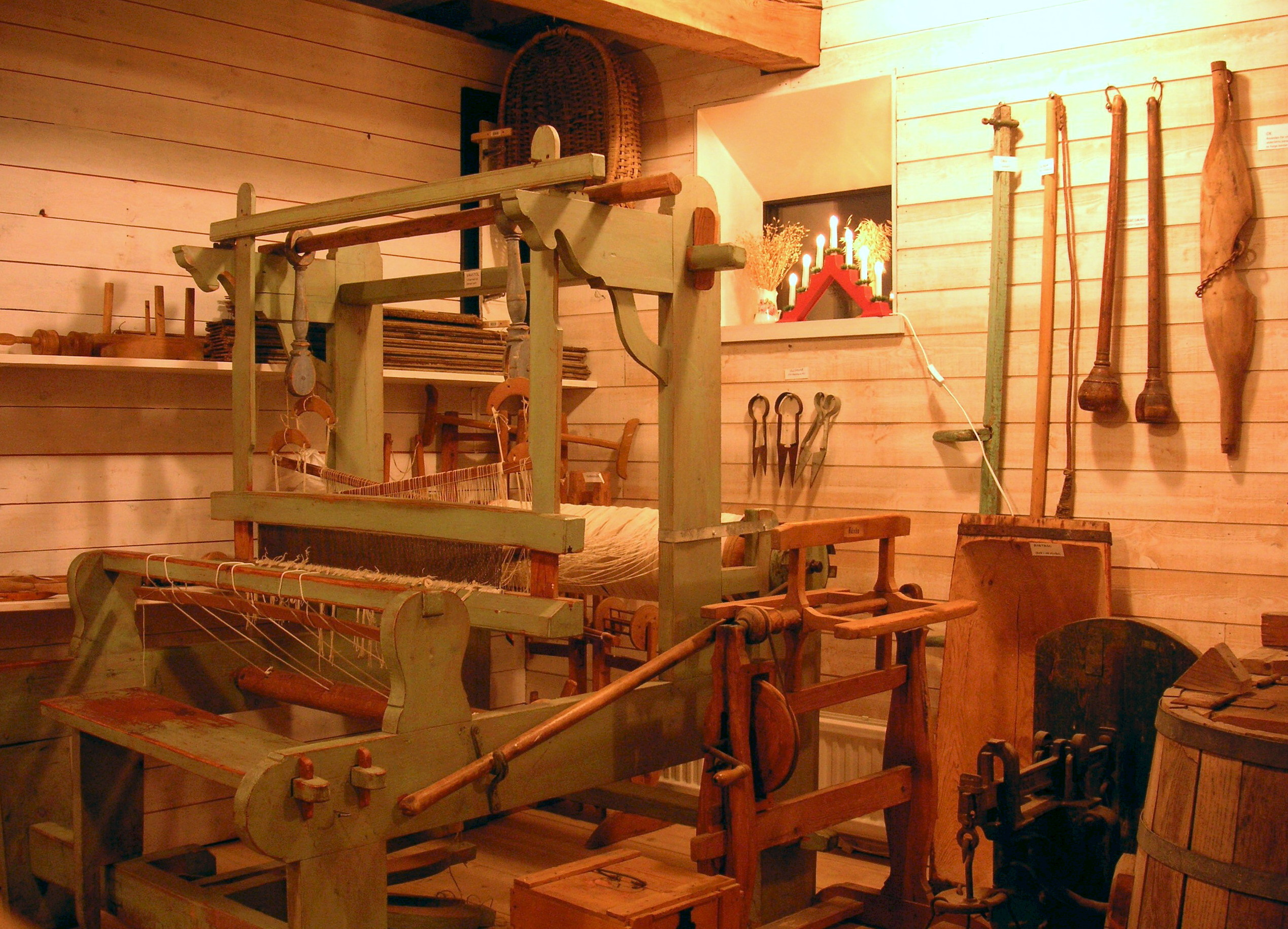
Magasinets museum, 2007
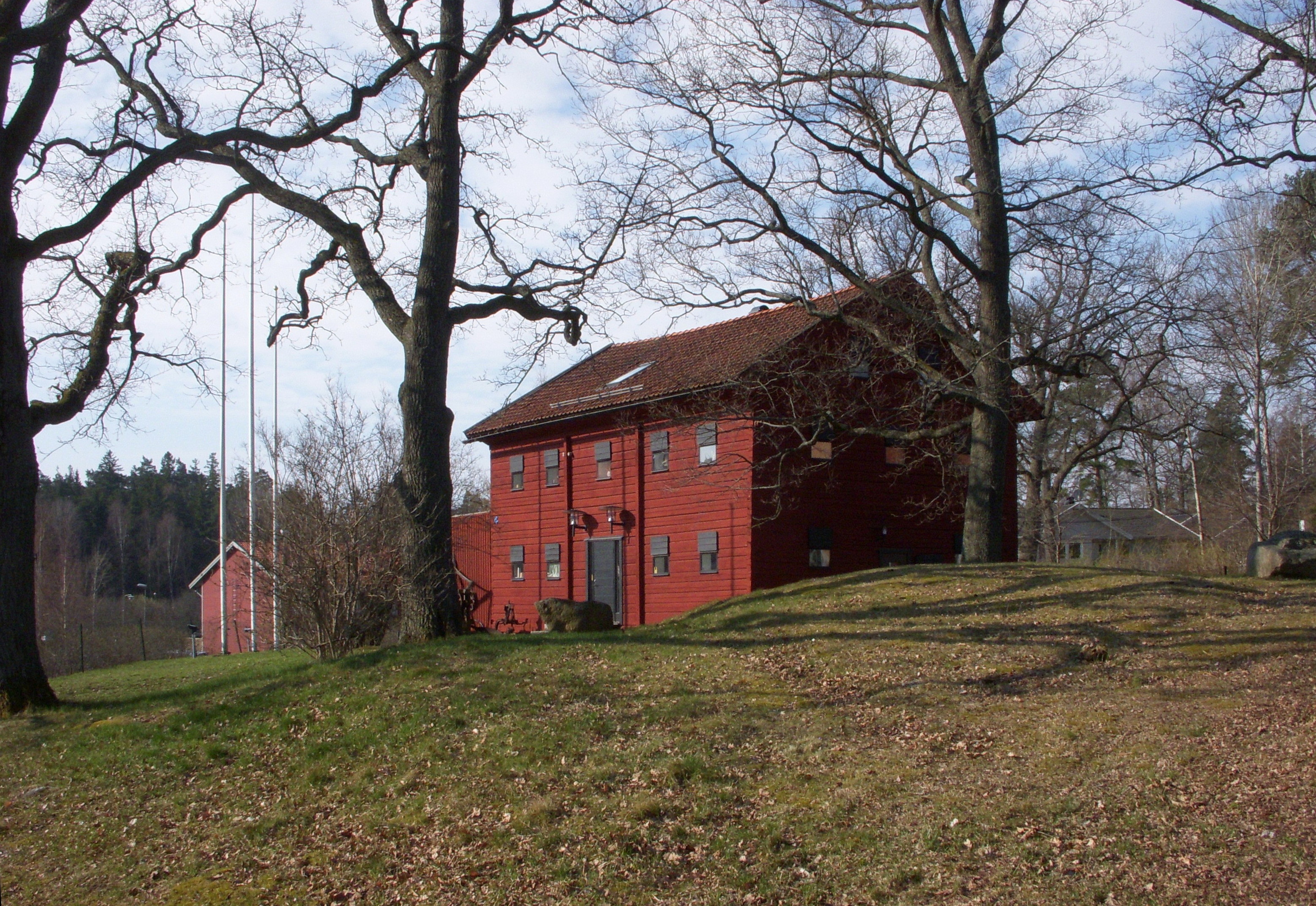
Magasinet 2012
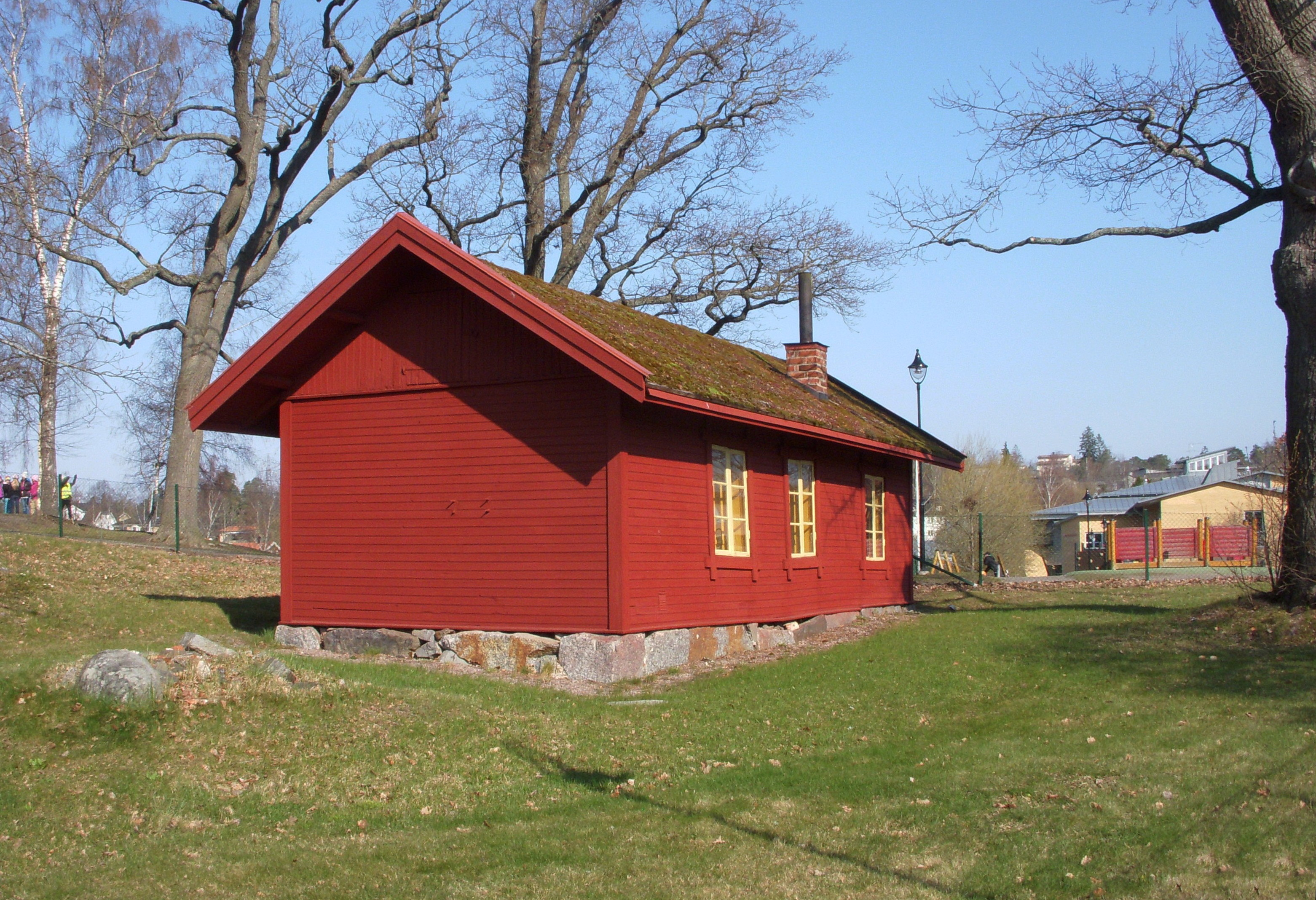
Mjölk- och tvättbod, 2012
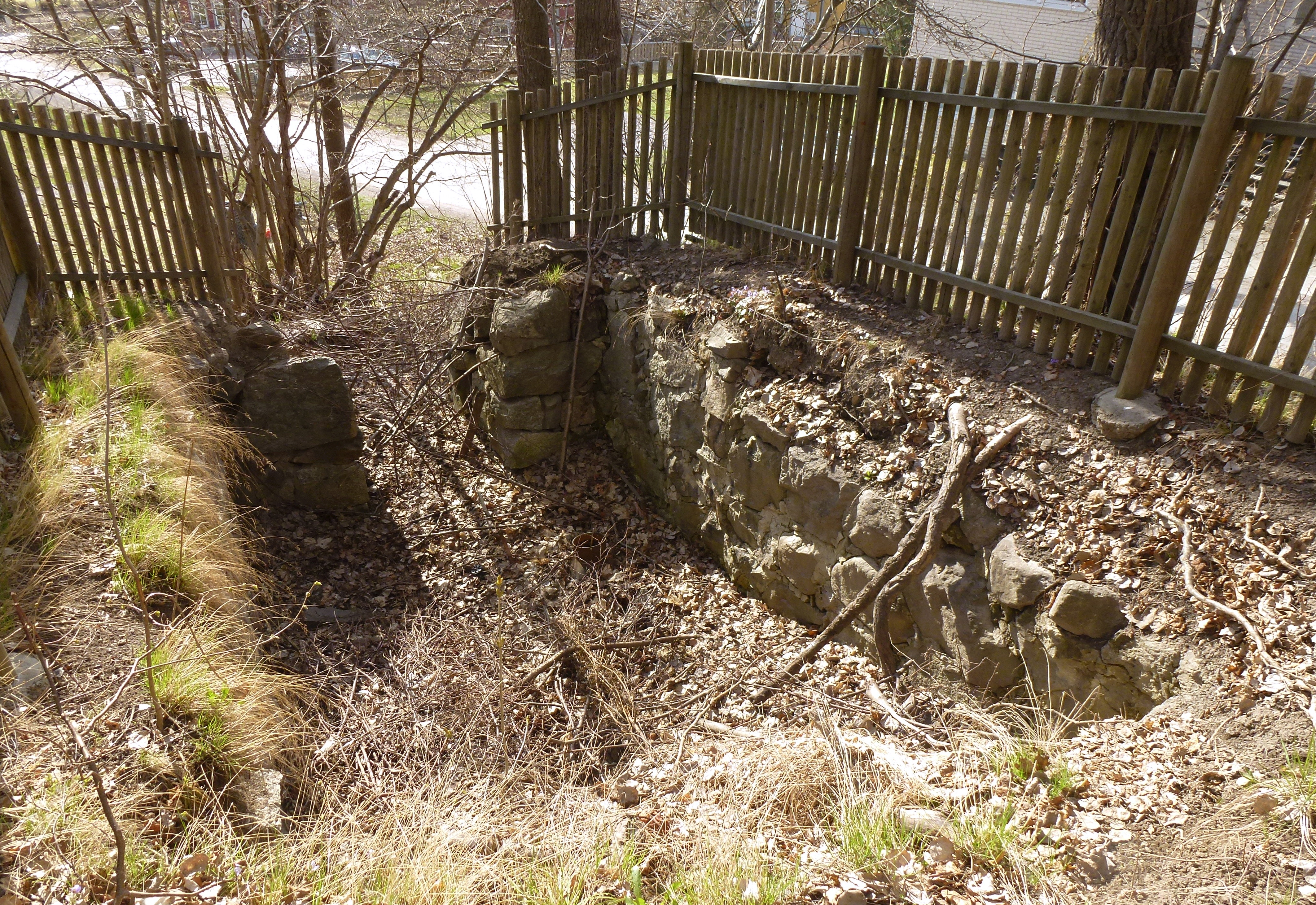
Rester efter jordkällaren, 2013
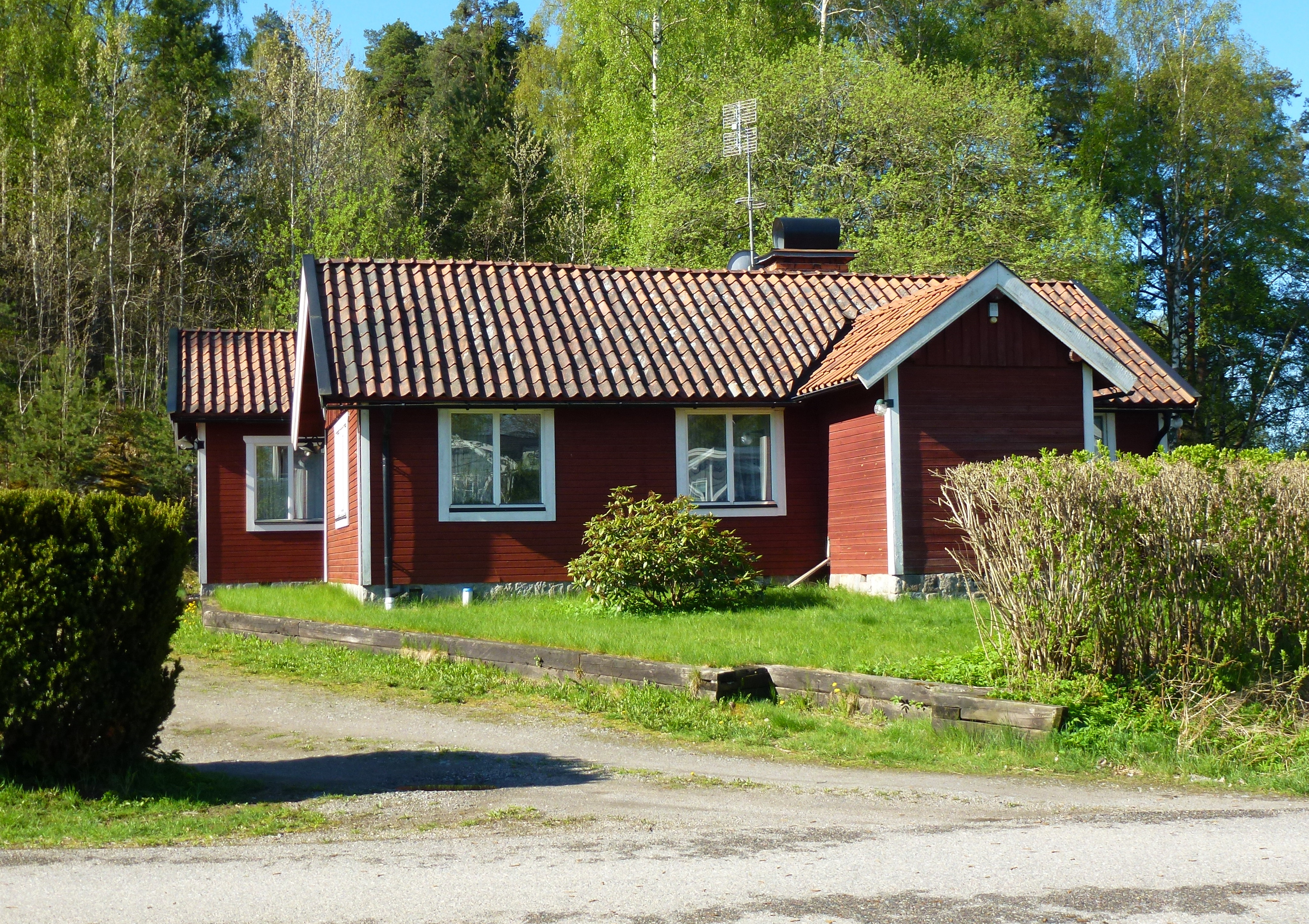
Stugan "Väderluven", 2012

## Geografi
Området kring Juringe har mycket gamla anor, gravfält på platsen vittnar om bebyggelse under yngre järnåldern. I omgivningen fanns många mindre och större vattendrag, numera är bara några rester av Vårbybäcken kvar, som en gång var huvudutflödet från Långsjön ner till Vårbyfjärden. Idag är Vårbybäcken ett smalt dike söder om Hagvägen.
| Till vänster: Del av "General Carta Wårby 1703" med Juringe gård, Kolartorp och Spikborn. Norr om gården syns VårbybäckenTill höger: Del av 1934 års karta över Stockholm med omgivningar med Juringe gård, Altartorp och Väderluven. Gården har flyttad lite längre norrut. Söder om gården syns markering för Huvudvattenledning Norsborg-Stockholm.  |  | Till vänster: Del av "General Carta Wårby 1703" med Juringe gård, Kolartorp och Spikborn. Norr om gården syns VårbybäckenTill höger: Del av 1934 års karta över Stockholm med omgivningar med Juringe gård, Altartorp och Väderluven. Gården har flyttad lite längre norrut. Söder om gården syns markering för Huvudvattenledning Norsborg-Stockholm. |
| Till vänster: Del av "General Carta Wårby 1703" med Juringe gård, Kolartorp och Spikborn. Norr om gården syns Vårbybäcken Till höger: Del av 1934 års karta över Stockholm med omgivningar med Juringe gård, Altartorp och Väderluven. Gården har flyttad lite längre norrut. Söder om gården syns markering för Huvudvattenledning Norsborg-Stockholm. |  | |